# Kaïwan
Kaïwan est un village du Cameroun situé dans le département de la Bénoué et la région du Nord. Il fait partie de la commune de Lagdo. Kaïwan est séparé en deux entités (Kaïwan I & Kaïwan II) dans le Plan de Développement Communal de Lagdo de septembre 2015.
Coordonnées: longitude 13.48° est, latitude 8.94° nord
Altitude: 261 m

## Population
Le nombre d’habitants était de 1025 d’après le recensement de 2005. D’après le Plan Communal de Développement de Lagdo daté de 2015, le nombre d’habitants de Kaïwan I & Kaïwan II était de 2320.